# Barbara Kasekende
Barbara Kasekende (née vers 1979) est une femme d'affaires et dirigeante d'entreprise ougandaise qui dirige le département consultatif de la Banque de développement de l'Ouganda (en), la seule institution financière de développement autochtone appartenant au gouvernement du pays. Elle prend ce poste en février 2022. Avant cela, elle est responsable des investissements sociaux d'entreprise chez Stanbic Bank Uganda Limited (en), la plus grande banque commerciale d'Ouganda en termes d'actifs.

## Enfance et formation
Kasekende est une ressortissante ougandaise, née vers 1979 dans la région du Buganda en Ouganda. Elle fréquente le Mount Saint Mary's College Namagunga (en) pour ses études secondaires. Dans une interview qu'elle accorde en 2020, elle se décrit comme la première-née de sa famille. 
Elle est titulaire d'un Bachelor of Science en systèmes d'information informatiques, décerné par l'université d'Elmhurst (en), à Elmhurst, Illinois, États-Unis. Elle est également titulaire d'une maîtrise en administration des affaires, obtenue à la Naveen Jindal School of Management (en), de l'université du Texas à Dallas, à Richardson, Texas, aux États-Unis,. 

## Carrière
Lorsqu'elle rejoint la Banque de développement de l'Ouganda en février 2022, la carrière commerciale de Kasekende remonte à près de 14 ans. Elle a exercé des responsabilités de direction dans diverses entreprises et sociétés au cours de cette période. Elle a été responsable chez American International Group (AIG Uganda), Wild Places Africa, NFT Consult et Stanbic Bank Uganda Limited (en),,. Son expérience professionnelle comprend le développement des affaires, le service à la clientèle, les relations avec les clients fortunés et les fonctions de responsabilité sociétale des entreprises.
À la Banque de développement de l'Ouganda, Kasekende dirige le département de conseil aux entreprises de la banque, chargé de conseiller et d'orienter les entreprises clientes et clients de la banque. Ses projets concernent notamment l’autonomisation des jeunes et des femmes, la croissance des PME et des start-ups, la Responsabilité sociétale des entreprises, les relations avec les clients et les partenaires, le marketing et les relations publiques. En tant que responsable du Département consultatif à la Banque de Développement de l'Ouganda, elle œuvre à soutenir les entreprises locales, en particulier celles détenues par des jeunes et des femmes, pour provoquer un impact positif sur la société et l'économie.